# Aradus depressus
Aradus depressus är en insektsart som först beskrevs av Fabricius 1794.  Aradus depressus ingår i släktet Aradus, och familjen barkskinnbaggar. Arten är reproducerande i Sverige.